# Hera (ruimtesonde)
Hera is een door het Europees Ruimteagentschap (ESA) ontwikkelde ruimtesonde en maakt deel uit van ESA's ruimteveiligheidsprogramma. Het hoofddoel is het bestuderen van het binaire planetoïde systeem 65803 Didymos dat vier jaar eerder in botsing kwam met NASA's Double Asteroid Redirection Test (DART).

## Missietijdslijn

Animatie van de baan van Hera rond de zon. (groen=Didymos, blauw=aarde, cyaan=mars)

Hera werd op 7 oktober 2024 om 14:52  UTC door een Falcon 9 gelanceerd vanaf Space Launch Complex 40 (SLC-40) op Cape Canaveral Space Force Station.
Op 11 mei 2025, op weg naar Didymos, passeerde Hera de asteroïde 1126 Otero. Die gelegenheid werd gebruikt om de Asteroid Framing Camera uit te testen die voor autonome navigatie naar Didymos moet zorgen. Op 14 juli 2025 werd een gelijkaardige test gedaan met asteroïde 18805 Kellyday. 